# Кертман, Лев Ефимович
Лев Ефи́мович (Лев Хадик Хаймович) Ке́ртман (1 сентября 1917 года, Киев — 30 ноября 1987 года, Москва) — советский историк-англовед, доктор исторических наук (1961), профессор, заведующий кафедрами всеобщей истории (1956—1974), новой и новейшей истории (1974—1987) Пермского университета, основатель пермской научной школы по проблемам рабочего движения и истории культуры зарубежья XIX—XX веков.

## Биография
Сын аптечного работника Хаима Симковича Кертмана (ум. 1947) и библиотекаря Марии Самойловны Дайч. В 1931 году окончил школу-семилетку, затем учился в автодорожном техникуме и в фабрично-заводском училище. Получив рабочий стаж в качестве слесаря ремонтного цеха, перевёлся в Киевский университет.
В 1940 году Л. Е. Кертман с отличием окончил исторический факультет Киевского университета. В октябре 1940 года был призван в армию и участвовал в Великой Отечественной войне до декабря 1941 года, когда был демобилизован в связи с ранением. Награждён орденами и медалями, в том числе орденами Отечественной войны I и II степени. В 1942 году продолжил обучение в аспирантуре Казанского университета под руководством академика Е. В. Тарле.
В 1943 году защитил диссертацию «Эволюция исторических взглядов Т. М. Грановского» на соискание степени кандидата исторических наук и приступил к преподавательской работе в Киевском университете, доцент кафедры новой истории (1944). Выступал как журналист под псевдонимом «Кость Левенко», писал стихи и пьесы. В конце 1940-х годов подвергался преследованиям в ходе антикосмополитической кампании.
С 1949 года — доцент, и. о. заведующего кафедрой всеобщей истории историко-филологического факультета Пермского университета; в 1961 году защитил докторскую диссертацию «Рабочее движение в Англии и борьба двух тенденций в лейбористской партии (1900—1914)» (официальные оппоненты профессор В. М. Лавровский, академики И. М. Майский и А. Л. Нарочницкий); с 1962 года — профессор исторического факультета ПГУ.
С 1956 года заведовал кафедрой всеобщей истории, а после её разделения в 1974 году — кафедрой новой и новейшей истории. Возглавлял Методический совет университета, был награждён Почётной грамотой Минвуза РСФСР. Под руководством Л. Е. Кертмана его ученики защитили более 20 кандидатских диссертаций.
Был членом Национального комитета историков СССР и Научного совета по истории исторической науки АН СССР. Выдвигался в члены Академии педагогических наук СССР.
Супруга — филолог С. Я. Фрадкина. Дочь Лина (род. 1944) — филолог, преподаватель литературы, сын Григорий (род. 1955) — социолог, кандидат исторических наук, внук Лев — юрист, игрок «Что? Где? Когда?». Старший брат — Семён Ефимович Кертман (род. 1913), заведовал планово-экономическим отделом одного из заводов. Двоюродный брат — историк В. М. Панеях (1930—2017).

## Научная деятельность
Основные области научных интересов Л. Е. Кертмана: англоведение, культурология, методология истории и историография, методика преподавания истории в высшей школе. В своих исследованиях учёный опирался на опыт французской Школы «Анналов». Он опубликовал более 100 работ, в том числе 6 монографий; был соавтором ряда учебников новой и новейшей истории для средней школы.

## Основные работы
Книги
- Рабочее движение в Англии и борьба двух тенденций в лейбористской партии (1900—1914). — Молотов, 1957.
- Борьба течений в английском рабочем и социалистическом движении в конце XIX — начале XX вв. — М.: Высшая школа, 1962. — 112 с.
- Пульс эпох. — Пермь, 1967; 2-е изд. 1972.
- География, история и культура Англии. — М.: Высшая школа, 1968; 2-е изд. 1979. — 384 с. — 25 000 экз.
- Кертман Л. Е., Васильева Н. Е., Шустов С. Г. Первый на Урале: Пермский государственный университет (1916—1986) Архивная копия от 10 января 2020 на Wayback Machine. — Пермь: Пермское книжное издательство, 1987. — 234 с.
- Кертман Л. Е., Рахшмир П. Ю. Буржуазия Западной Европы и Северной Америки на рубеже XIX—XX вв.: на путях к общему кризису капитализма. — М.: Высшая школа, 1984. — 160 с.
- История культуры стран Европы и Америки (1870—1917). — М.: Высшая школа, 1987. — 304 с. — 29 000 экз.
- Джозеф Чемберлен и сыновья. — М.: Мысль, 1990. — 544 с. — 100 000 экз. ISBN 5-244-00417-4.

Статьи
- Рабочее движение и политика английской буржуазии в 1906—1914 гг. // Вопросы истории. 1957. № 1.
- Борьба за единство социалистических сил в Англии (1905—1914) // Вопросы истории. 1962. № 5.
- Новый спор о старом фабианстве // Вопросы истории. 1964. № 6.
- Законы исторических ситуаций // Вопросы истории. 1971. № 1.
- Кертман Л. Е., Ларькина К. И., Рахшмир П. Ю., Ушкевич Н. Ф. Изучение проблем новой и новейшей истории в 1966—1970 гг. // Вопросы истории. 1971. № 4.
- К методологии изучения культуры и критике её идеалистических концепций // Новая и новейшая история. 1973. № 3.
- Капцугович И. С., Кертман Л. Е. Комплексное изучение исторического процесса // Вопросы истории. 1981. № 7.